# Nije ljubav stvar
«Nije ljubav stvar» — пісня сербського співака Желько Йоксимовича, з якою він представлятиме Сербіюу на пісенному конкурсі Євробачення 2012 в Баку. За результатами другого півфіналу, який відбувся 24 травня, композиція пройшла до фіналу.